# Josef Bruno Fluck von Leidenkron
Josef Bruno Fluck von Leidenkron (12. prosince 1805 Bistra – 12. května 1886 Vídeň), byl rakouský vysoký státní úředník a politik, v 2. polovině 19. století poslanec Říšské rady a místodržící Dalmácie.

## Biografie
Jeho bratrem byl úředník a politik Moriz Bruno Fluck. Josef Bruno Fluck studoval do roku 1827 právo na Vídeňské univerzitě. Pak nastoupil do státních služeb a působil jako úředník v Zadaru, Dubrovníku a Vídni. V roce 1842 získal titul vládního rady. V roce 1849 se podílel tažení bána Josipa Jelačiće. Potom byl velitelem 7. vojenského okrsku v Uhersku, pak ministerským radou na ministerstvu vnitra. V roce 1850–1852 se podílel na budování státní správy v Chorvatsku a Slavonii. Byl referentem ministerstva vnitra pro balkánské a alpské země rakouské monarchie. V roce 1868 odešel do penze, v roce 1869 získal titul barona. Později byl znovu povolán do státní služby a působil po Johannu Wagnerovi v letech 1869–1870 jako místodržící Dalmácie (nejvyšší představitel státní správy v této korunní zemi). V době jeho úřadování došlo k povstání obyvatelstva v regionu Krivošije. Funkce místodržícího byl zproštěn v září 1870.
V roce 1870 získal titul sekčního šéfa ministerstva vnitra. Poté, co rezignoval na funkci místodržitele, byl jmenován tajným radou. V roce 1875 odešel do penze.
Byl aktivní i v parlamentní politice. Zasedal coby poslanec Říšské rady (celostátního parlamentu). Nastoupil do ní v doplňovacích volbách roku 1875. Zastupoval kurii venkovských obcí v Dalmácii, obvod Split, Brač, Hvar, Vis. Slib složil 23. listopadu 1875. V roce 1873 se uvádí jako baron Josef Bruno Fluck von Leidenkron, c. k. tajný rada a sekční šéf na penzi, bytem Vídeň. V roce 1878 byl na Říšské radě členem poslaneckého klubu levého středu.
V roce 1881 byl jmenován za doživotního člena Panské sněmovny (nevolená horní komora Panské sněmovny).